# Shimizu (quận)
Shimizu (清水区 Shimizu-ku) là quận thuộc thành phố Shizuoka, tỉnh Shizuoka, Nhật Bản. Tính đén ngày 1 tháng 10 năm 2020, dân số ước tính của quận là 231.066 người và mật độ dân số là 870 người/ km2. Tổng diện tích của quận là 265 km2.

## Địa lý

### Đô thị lân cận
- Shizuoka
  - Shizuoka
    - Suruga
    - Aoi

  - Fuji
  - Fujinomiya

### Khí hậu
| Dữ liệu khí hậu của Shimizu, Shizuoka    | Dữ liệu khí hậu của Shimizu, Shizuoka | Dữ liệu khí hậu của Shimizu, Shizuoka | Dữ liệu khí hậu của Shimizu, Shizuoka | Dữ liệu khí hậu của Shimizu, Shizuoka | Dữ liệu khí hậu của Shimizu, Shizuoka | Dữ liệu khí hậu của Shimizu, Shizuoka | Dữ liệu khí hậu của Shimizu, Shizuoka | Dữ liệu khí hậu của Shimizu, Shizuoka | Dữ liệu khí hậu của Shimizu, Shizuoka | Dữ liệu khí hậu của Shimizu, Shizuoka | Dữ liệu khí hậu của Shimizu, Shizuoka | Dữ liệu khí hậu của Shimizu, Shizuoka | Dữ liệu khí hậu của Shimizu, Shizuoka |
| Tháng                                    | 1                                     | 2                                     | 3                                     | 4                                     | 5                                     | 6                                     | 7                                     | 8                                     | 9                                     | 10                                    | 11                                    | 12                                    | Năm                                   |
| ---------------------------------------- | ------------------------------------- | ------------------------------------- | ------------------------------------- | ------------------------------------- | ------------------------------------- | ------------------------------------- | ------------------------------------- | ------------------------------------- | ------------------------------------- | ------------------------------------- | ------------------------------------- | ------------------------------------- | ------------------------------------- |
| Cao kỉ lục °C (°F)                       | 22.3 (72.1)                           | 26.8 (80.2)                           | 27.4 (81.3)                           | 31.8 (89.2)                           | 34.3 (93.7)                           | 37.8 (100.0)                          | 38.2 (100.8)                          | 37.8 (100.0)                          | 37.3 (99.1)                           | 34.3 (93.7)                           | 26.9 (80.4)                           | 24.3 (75.7)                           | 38.2 (100.8)                          |
| Trung bình ngày tối đa °C (°F)           | 11.7 (53.1)                           | 12.6 (54.7)                           | 15.4 (59.7)                           | 19.8 (67.6)                           | 23.6 (74.5)                           | 26.1 (79.0)                           | 29.5 (85.1)                           | 31.3 (88.3)                           | 28.4 (83.1)                           | 23.5 (74.3)                           | 18.7 (65.7)                           | 14.1 (57.4)                           | 21.2 (70.2)                           |
| Trung bình ngày °C (°F)                  | 6.7 (44.1)                            | 7.5 (45.5)                            | 10.5 (50.9)                           | 14.9 (58.8)                           | 18.9 (66.0)                           | 22.1 (71.8)                           | 25.7 (78.3)                           | 27.1 (80.8)                           | 24.3 (75.7)                           | 19.3 (66.7)                           | 14.1 (57.4)                           | 9.1 (48.4)                            | 16.7 (62.0)                           |
| Tối thiểu trung bình ngày °C (°F)        | 2.5 (36.5)                            | 3.1 (37.6)                            | 6.0 (42.8)                            | 10.5 (50.9)                           | 14.9 (58.8)                           | 19.0 (66.2)                           | 22.8 (73.0)                           | 24.0 (75.2)                           | 21.0 (69.8)                           | 15.7 (60.3)                           | 10.3 (50.5)                           | 5.0 (41.0)                            | 12.9 (55.2)                           |
| Thấp kỉ lục °C (°F)                      | −4.0 (24.8)                           | −5.6 (21.9)                           | −2.1 (28.2)                           | 1.7 (35.1)                            | 6.8 (44.2)                            | 12.9 (55.2)                           | 16.3 (61.3)                           | 18.8 (65.8)                           | 12.2 (54.0)                           | 6.4 (43.5)                            | 0.7 (33.3)                            | −3.0 (26.6)                           | −5.6 (21.9)                           |
| Lượng Giáng thủy trung bình mm (inches)  | 81.8 (3.22)                           | 106.4 (4.19)                          | 209.4 (8.24)                          | 218.2 (8.59)                          | 211.8 (8.34)                          | 264.7 (10.42)                         | 292.5 (11.52)                         | 196.2 (7.72)                          | 278.8 (10.98)                         | 262.4 (10.33)                         | 147.1 (5.79)                          | 83.0 (3.27)                           | 2.380,6 (93.72)                       |
| Số ngày giáng thủy trung bình (≥ 1.0 mm) | 5.6                                   | 6.2                                   | 10.3                                  | 10.1                                  | 10.8                                  | 13.1                                  | 11.9                                  | 9.7                                   | 11.8                                  | 10.4                                  | 7.8                                   | 5.6                                   | 113.3                                 |
| Số giờ nắng trung bình tháng             | 209.0                                 | 186.0                                 | 186.6                                 | 191.0                                 | 184.7                                 | 127.2                                 | 148.0                                 | 197.9                                 | 156.4                                 | 156.6                                 | 169.9                                 | 201.1                                 | 2.126,8                               |
| Nguồn: Cục Khí tượng Nhật Bản            |                                       |                                       |                                       |                                       |                                       |                                       |                                       |                                       |                                       |                                       |                                       |                                       |                                       |